# Bois de la Bâtie
Bois de la Bâtie é uma área verde urbana nas alturas da cidade de Genebra situado no bairro La Jonction de Genebra (Suíça).
Situa-se na margem esquerda do rio Arve na confluência com o Ródano imediatamente a seguir deste ter deixado o lago Lemano. Da cidade os peões acedem ao parque pela ponte de Saint-Georges ou pela passarela do Bois de la Bâtie.

## Etimologia
Como o seu nome indica, o Bois de la Bâtie - literalmente Floresta do Forte - é um parque florestal ao cimo do qual foi construído em 1318 o forte de la Bastie-Mellié. Em ruínas no Século XVI é comprado pela família Turrettini que oferece o forte e a zona arborizada á cidade de Genebra na condição de ser parque público "para a eternidade" . 
Enquanto que zona verde este parque denota a sua antiga origem campesina, tal como o que acontece com nomes tais que Les Pâquis ou Les Acacias.